# Hälsingland
Hälsingland is een zogenoemd landschap in het Noord-Zweedse landsdeel Norrland, aan de Botnische Golf. De oppervlakte is ongeveer een derde van Nederland (14.000 km²) en iets groter dan Vlaanderen en er wonen 131.806 mensen (2005). Hälsingland staat bekend om zijn grote, met traditioneel houtsnijwerk versierde boerderijen (hälsingegårdar). Verder zijn er uitgestrekte bossen en een glooiend landschap. Grote plaatsen zijn onder andere Bollnäs, Hudiksvall, Ljusdal en Söderhamn. De rivieren Ljusnan en Voxnan stromen door het gebied.
Hälsingland vormt samen met Gästrikland de provincie Gävleborgs län.
Prinses Madeleine is hertogin van Hälsingland en Gästrikland.

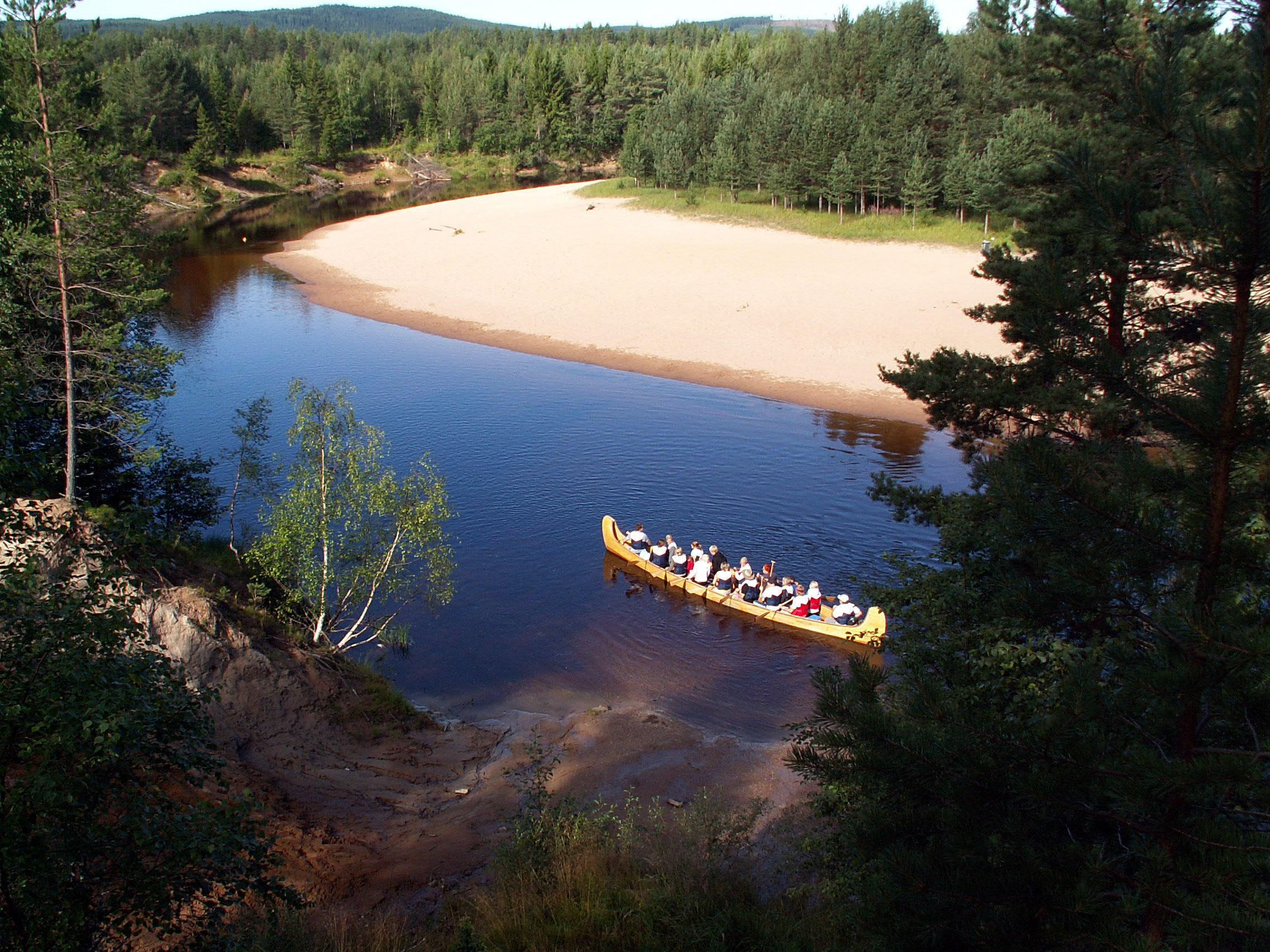
De Voxnan bij Frostkilen

- De landschapsbloem is vlas.
- Het landschapsdier is de lynx.

Ångermanland · Blekinge · Bohuslän · Dalarna · Dalsland · Gästrikland · Gotland · Halland · Hälsingland · Härjedalen · Jämtland · Lapland · Medelpad · Närke · Norrbotten · Öland · Östergötland · Skåne · Småland · Södermanland · Uppland · Värmland · Västerbotten · Västergötland · Västmanland